# گهواره‌ای برای مادر
گهواره‌ای برای مادر فیلمی به کارگردانی پناه بر خدا رضایی و نویسندگی حسین مهکام محصول سال ۱۳۹۱ است.

## خلاصه داستان
شرح قصه‌ای است که به زندگی یک بانوی طلبه می‌پردازد...

## بازیگران
- الهام حمیدی (نرگس)
- چکامه چمن ماه (مرضیه)
- ملیحه نیکجومند (مادر)
- افسر اسدی (مدیر)
- غزل صارمی (پرستار)
- هایده حائری (معلم بازنشسته)
- فرحناز منافی ظاهر (دکتر)
- مهران رجبی (جابر)
- مهری آل آقا (پرستار)
- نورالدین خزایی (استاد)
- نیکا خسروآبادی (مریم)
- فرحناز بهمین (معلم روسی)
- راحیل بوستانی (پرستار)
- عبدالله کردی (آکوردئون نواز)
- امیرمحمد سعیدی (فوتبالیست)

با حضور
- امیر آقایی (مصطفی)